# Georgette Sorelle
Pour les articles homonymes, voir Sorelle.
Georgette Louise Olympe Bili dite Georgette Sorelle, née le 2 mai 1887 à Reims et morte le 26 août 1929 à Neuville-aux-Bois (Loiret), est une actrice française.

## Biographie
Fille naturelle d'une couturière et d'un militaire qui abandonnera assez vite le foyer, Georgette Bili s'installe très tôt à Paris avec sa mère et son beau-père un certain Maurice Sorelle qui l'élèvera et dont elle prendra plus tard le nom comme pseudonyme quand elle s'engagera dans une carrière artistique.
En novembre 1905, elle épouse à 18 ans Alphonse Sauvageau, un employé de théâtre qui deviendra régisseur puis directeur de studio et qui la fera monter sur scène comme danseuse, puis sur les plateaux de cinéma comme actrice à partir de 1921. Après avoir tourné dans une douzaine de films, elle meurt prématurément à l'âge de 42 ans dans des circonstances indéterminées quelques mois après la sortie sur les écrans de son dernier long métrage au titre étonnamment prémonitoire.

## Filmographie
- 1921 : Les Trois Mousquetaires, film en 14 épisodes d'Henri Diamant-Berger : la sœur tourière
- 1922 : Vingt Ans après, film en 10 épisodes d'Henri Diamant-Berger : la duchesse de Chevreuse
- 1923 : L'Affaire de la rue de Lourcine, d'Henri Diamant-Berger[8]
- 1923 : Le Noël du père Lathuile, de Pierre Colombier : Mme Lathuile
- 1923 : Le Costaud des Épinettes, de Raymond Bernard
- 1923 : L'Enfant-roi, film en 8 épisodes de Jean Kemm : Madame de Tourzel
- 1924 : Madame Sans-Gêne, de Léonce Perret : la duchesse de Rovigo
- 1924 : Les Grands, d'Henri Fescourt : Madame Brassier
- 1926 : Surcouf, film en 8 épisodes de Luitz-Morat : Lady Bruce
- 1927 : Napoléon, d'Abel Gance : Madame Élisabeth
- 1928 : La Valse de l'adieu, d'Henry Roussel : la comtesse Wodzińska